# Gang (nordisk mytologi)
 For alternative betydninger, se Gang. (Se også artikler, som begynder med Gang)
Gang er i nordisk mytologi en jætte. Han er søn af Årvalde, og bror til Tjasse, og Idi.